# Florence Ezeh
Florence Edem Apefa Ezeh (née le 29 décembre 1977 à Lomé) est une athlète togolaise, spécialiste du lancer du marteau. 

## Biographie
Étudiante à l'Université méthodiste du Sud à Dallas, elle remporte les Championnats NCAA en 1999, 2000 et 2001. Licenciée à l'Athlé 78 jusqu'en 1995, au Racing Club de France de 1996 à 2004, puis au CA Montreuil 93 à partir de 1995, elle s'illustre lors de la saison 1999 en s'adjugeant le titre du marteau des Championnats d'Europe espoirs 1999, à Göteborg, avec la marque de 64,56 m. Elle améliore à six reprises le record de France senior du lancer du marteau : 56,52 m le 8 juillet 1995 à Bondoufle, 57,74 m le 29 juin 1996 à Montgeron, 58,28 m le 31 juillet 1996 à Lamballe, 65,15 m et 65,41 m le 20 mars 1999 à Austin (Texas) et 66,13 m le 7 mai 1999 à Denton.
En 2001, elle remporte la médaille d'or des Jeux méditerranéens, et atteint la finale des Championnats du monde d'Edmonton (7e). L'année suivante, elle termine au pied du podium des Championnats d'Europe de Munich en établissant le meilleur lancer de sa carrière avec 68,03 m.
Possédant la double nationalité franco-togolaise depuis le début des années 1990, elle décide de concourir pour son pays de naissance à partir de la saison 2005. Septième des Jeux de la Francophonie 2005, elle se classe troisième des Jeux africains de 2007 mais a reçu la médaille d'argent après que Funke Adeyoye a été disqualifié après avoir été testé positif dans un test de dépistage de drogue , deuxième des Championnats d'Afrique de 2008, puis troisième de l'édition suivante, en 2010. Elle détient le record du Togo avec 62,75 m.

### Palmarès
| Date                   | Compétition                   | Lieu                   | Résultat               | Performance            |
| Représentant la France | Représentant la France        | Représentant la France | Représentant la France | Représentant la France |
| ---------------------- | ----------------------------- | ---------------------- | ---------------------- | ---------------------- |
| 1999                   | Championnats d'Europe espoirs | Göteborg               | 1re                    | 64,56 m                |
| 2001                   | Jeux méditerranéens           | Tunis                  | 1re                    | 64,59 m                |
| 2001                   | Championnats du monde         | Edmonton               | 7e                     | 65,88 m                |
| 2001                   | Universiade                   | Pékin                  | 7e                     | 63,59 m                |
| 2002                   | Championnats d'Europe         | Munich                 | 4e                     | 68,03 m (PB)           |
| Représentant le Togo   |                               |                        |                        |                        |
| 2005                   | Jeux de la Francophonie       | Niamey                 | 7e                     | 56,12 m                |
| 2007                   | Jeux africains                | Alger                  | 3e                     | 59,55 m                |
| 2008                   | Championnats d'Afrique        | Addis-Abeba            | 2e                     | 61,26 m                |
| 2010                   | Championnats d'Afrique        | Nairobi                | 3e                     | 57,94 m                |
| 2011                   | Jeux africains                | Maputo                 | 10e                    | 48,90 m                |

### Records
| Épreuve           | Performance | Lieu   | Date        |
| ----------------- | ----------- | ------ | ----------- |
| Lancer du marteau | 68,03 m     | Munich | 9 août 2002 |